# Pica-soques capnegre
El pica-soques capnegre (Sitta azurea) és un ocell de la família dels sítids (Sittidae).

## Hàbitat i distribució
Habita els boscos de les muntanyes a la Península Malaia, Sumatra i Java.